# 吊された男

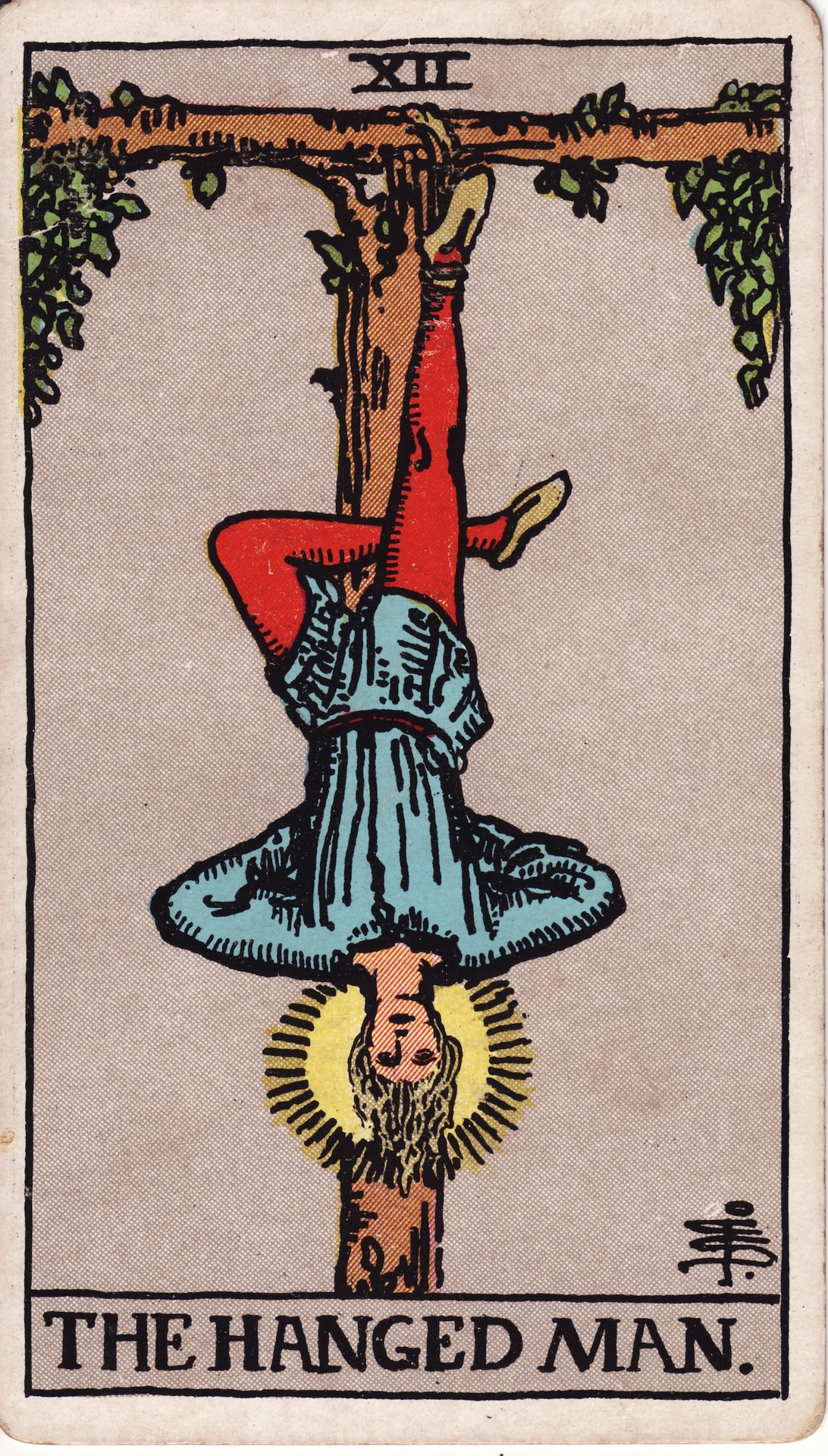
ウェイト版タロットの吊された男

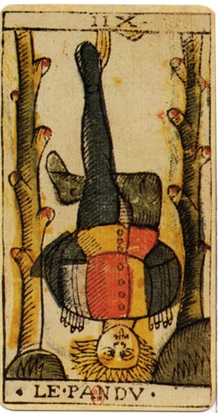
マルセイユ版タロットの吊された男

吊された男（つるされたおとこ、英：The Hanged Man〈ハングドマン〉, 仏：Le Pendu）は、タロットの大アルカナに属するカードの1枚。吊し人（つるしびと）、吊られた男（つられたおとこ）、死刑囚（しけいしゅう）、刑死者（けいししゃ）とも呼ばれる。
カード番号は「12」。前のカード（11）はウェイト版が「正義」、マルセイユ版が「力」。次のカードはウェイト・マルセイユの両版とも「13 死神」。

## カードの意味
正位置の意味
修行、忍耐、奉仕、努力、試練、着実、抑制、妥協。
逆位置の意味
徒労、痩せ我慢、投げやり、自暴自棄、欲望に負ける。
アーサー・エドワード・ウェイトのタロット図解における解説では「英知・慎重・試練・直観」を意味するとされる。

## カバラとの関係
ヘブライ文字はメム（מ）、ただし複数の異説がある。「黄金の夜明け団」の説ではゲブラーとホドのセフィラを結合する経に関連付けられる。

## 占星術との対応
以下のような諸説がある。
- 星座：白羊宮説、天秤宮説、双魚宮説
- 惑星：太陽説、月説、土星説、天王星説、海王星説[1]、「海王星+土星」説[2]
- 惑星も星座も対応させずに四大のうちの「水の元素」にあてる説もある。

## 寓画の解釈
イタリアの古いタロットカードの中には、この逆さ吊りの人物に金の入った袋を持たせ「反逆者」というタイトルをつけるものもある。即ち「ユダ」である。
マルセイユ版の構図に注目すると「恋人」のカードと同じ構図が確認できる。象徴的に樹木は母性であり、この2枚ともが「2本の（2人の）樹木（女性）に挟まれた身動きの取れなくなっている男」を表している。また両側に伸びる樹木は枝を切り揃えられており、切り口は1本につき6つ、合わせて「12」となる。樹木の下に地面（らしきもの）が見られ、吊られている男の頭部は谷のような（深さが不明な為、掘られた穴とも、樹木と土自体が地面より高い位置にあるとする説もある）場所で両側の地面（のような部分）より低い位置に描かれている。こうした危機的状況にもかかわらず、男の表情は素直にこの状況を受け入れているかのように凛としたものであり、この男自身が望んでこの状況を招き入れたことを暗示している。つまりこの絵に描かれているのは単純な辱めの為の刑罰ではなく、通過儀礼の儀式であろうことが窺える。
組んだ足の形はカバラにおいて物質世界を表す「4」、同じく手は精神世界を表す「3」になっており、現状は「物質が精神の上に置かれた状態」を表し、精神が物質を越えた「XXI 世界」と対比される。
また、このカードを逆さま（いわゆる逆位置の構図）に置き換えて眺めてみると、追い詰められた状況にいた男の姿が一転してほんのり笑みを浮かべた表情へと変わり、その姿は片足で超絶的なバランスをとりながらダンスを踊っているように見える。このことから、男はやがて通過儀礼の儀式を終え更なる高みへと進むであろうことが暗示されており、この絵の状況が決して避けて通ることのできないものであることを示す1つの要因となっている。
ウェイト版タロットでは描かれている人物は北欧神話の最高神・オーディンをモチーフにしている。オーディンはルーン文字の解読方法を知るために世界樹・ユグドラシルの枝から9日間にわたり首を吊り続けたが、縄が切れて一命を取り留めたと神話では伝えられている。実質吊された場所は処刑場ではなく、生命の息吹を感じさせる物として芽吹いているタウ十字に模された木々のため、吊された人物自身も何らかの希望を持っており、それを見出すために瞑想していると解釈する人もいる。ウェイト博士曰く、足の形は「4」ではなく「卍」を形作っており、ここには神と人間の世界についての関係が示されているとのことである。また、人物の頭の後ろに光るものは「光輪」であり、吊されている人物の光輪が、その吊るしている木々の芽吹きを促進させているほどの行為を成し遂げ、それを悟ったことが表し示されていると言われる。この光輪は、「14 節制」の天使の頭の後ろにも描かれていて、「13 死神」を挟んだ前後の札2枚の光輪は、生死の狭間を体験するものには既に栄誉を与えられている可能性があると信じられている。